# Łaknarz
Łaknarz – wieś w Polsce położona w województwie łódzkim, w powiecie tomaszowskim, w gminie Będków.
Wieś duchowna, własność plebana będkowskiego położona była w końcu XVI wieku w powiecie brzezińskim województwa łęczyckiego.
W latach 1975–1998 miejscowość administracyjnie należała do województwa piotrkowskiego.